# 弗蘭克·肯德爾三世
弗蘭克·肯德爾三世（英語：Frank Kendall III，1949年1月26日—），是一位美國工程師、律師，現任美國空軍部長（第26任）。曾在美国国防部擔任過多個高級職務。西點軍校畢業生，他以美國陸軍預備役中校身份退役。2011年至2017年，肯德爾在奧巴馬政府擔任负责采办与保障副国防部长。

## 早期事業

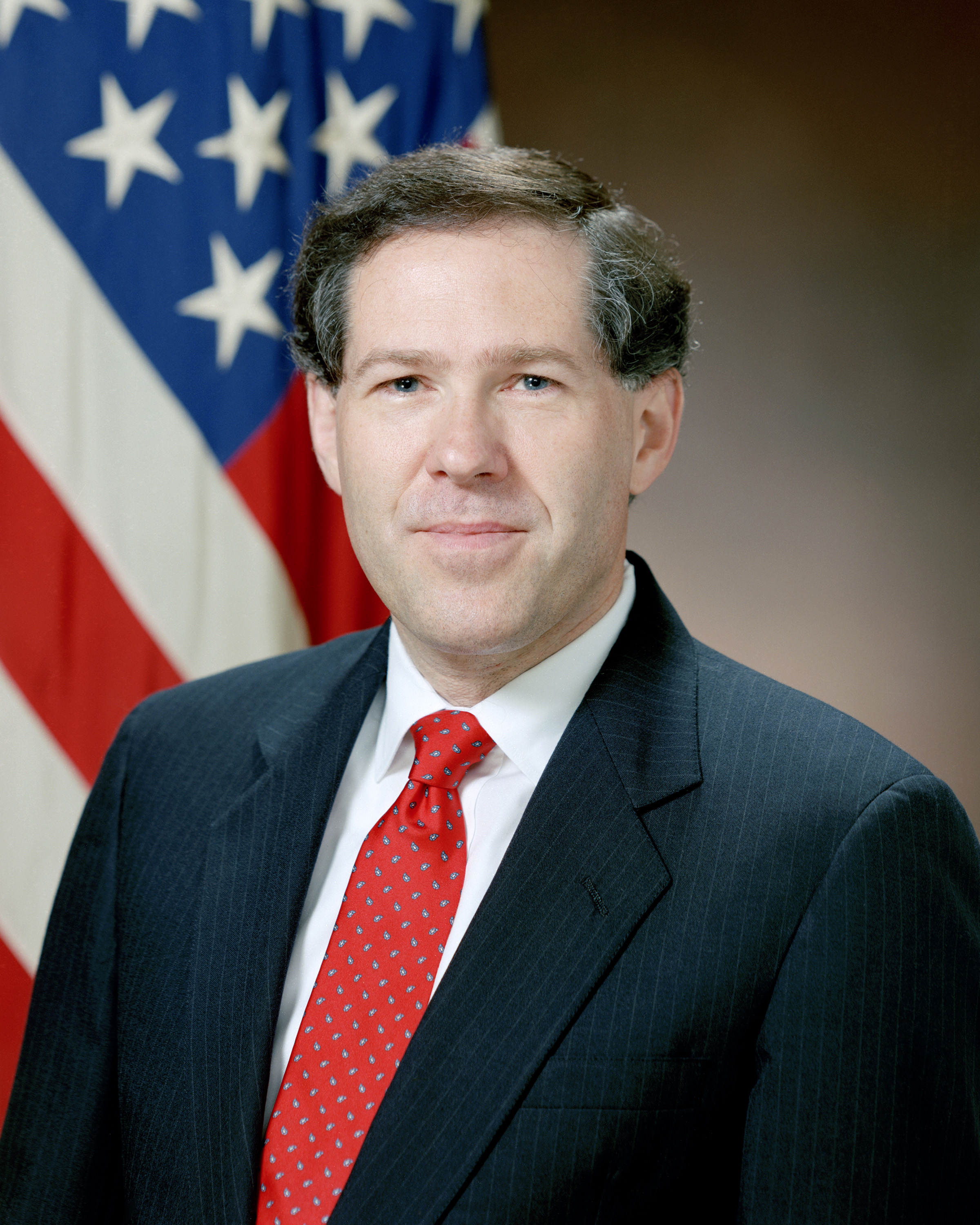
1989年，肯德爾擔任代理副主任期間

肯德爾的職業生涯始於美國陸軍軍官。在經歷了多項任務（包括派往德國和在西點軍校教授工程學）後，他加入了公務員隊伍，擔任導彈防禦系統工程師。1986年，他作為高級行政部門成員成為負責戰略防禦系統的助理副部長。1989年至1994年，他先後擔任國防研究與工程部代理副主任和常務副主任，負責所有美國常規武器系統的研發項目。1994年離開政府部門後，肯德爾曾擔任雷神公司工程公司副總裁，後來擔任顧問。在此期間，肯德爾獲得了法律博士學位喬治城大學法律中心並作為人權律師無償工作。

## 奧巴馬政府
2010年，肯德爾重返政府，先擔任首席副部長，後擔任負責採辦、技術和後勤的國防部副部長。
在擔任副部長期間，肯德爾實施的政策大幅改善了國防部武器採購計劃的成本和進度績效。 2016年，他因其在成本控制方面的努力而被《航空周刊與空間技術》 評為年度最佳人物。根據“更好的購買力”倡議發起和執行的政策變化外，還直接監督50多個最大的國防武器項目。例如F-35聯合攻擊戰鬥機計劃，凍結生產兩年，以激勵穩定設計的努力，GPS 3 地面系統 OCX，他領導了重組並完成這個陷入困境的項目。他監督了B-21突襲者戰略轟炸機 的開發工作，目前正在按計劃執行。他制定並領導了軍事衛生系統創世紀（MHS GENESIS）計劃，這是一種現代醫療管理系統，已被退伍軍人事務部和國防部採用。肯德爾領導了支持伊拉克和阿富汗行動的努力，制定了快速採購計劃，並領導了從該國清除敘利亞化學武器並在海上銷毀的努力。肯德爾是創新的主要贊助者，發起了國防高等研究計劃署領導的航空航天創新計劃。對中國軍事現代化及其對美國常規軍事優勢構成的威脅提出了警告。在任期間，他撰寫了有關國防採辦的文章，並在其著作《Getting Defense Acquisition Right》中彙編。

## 拜登政府

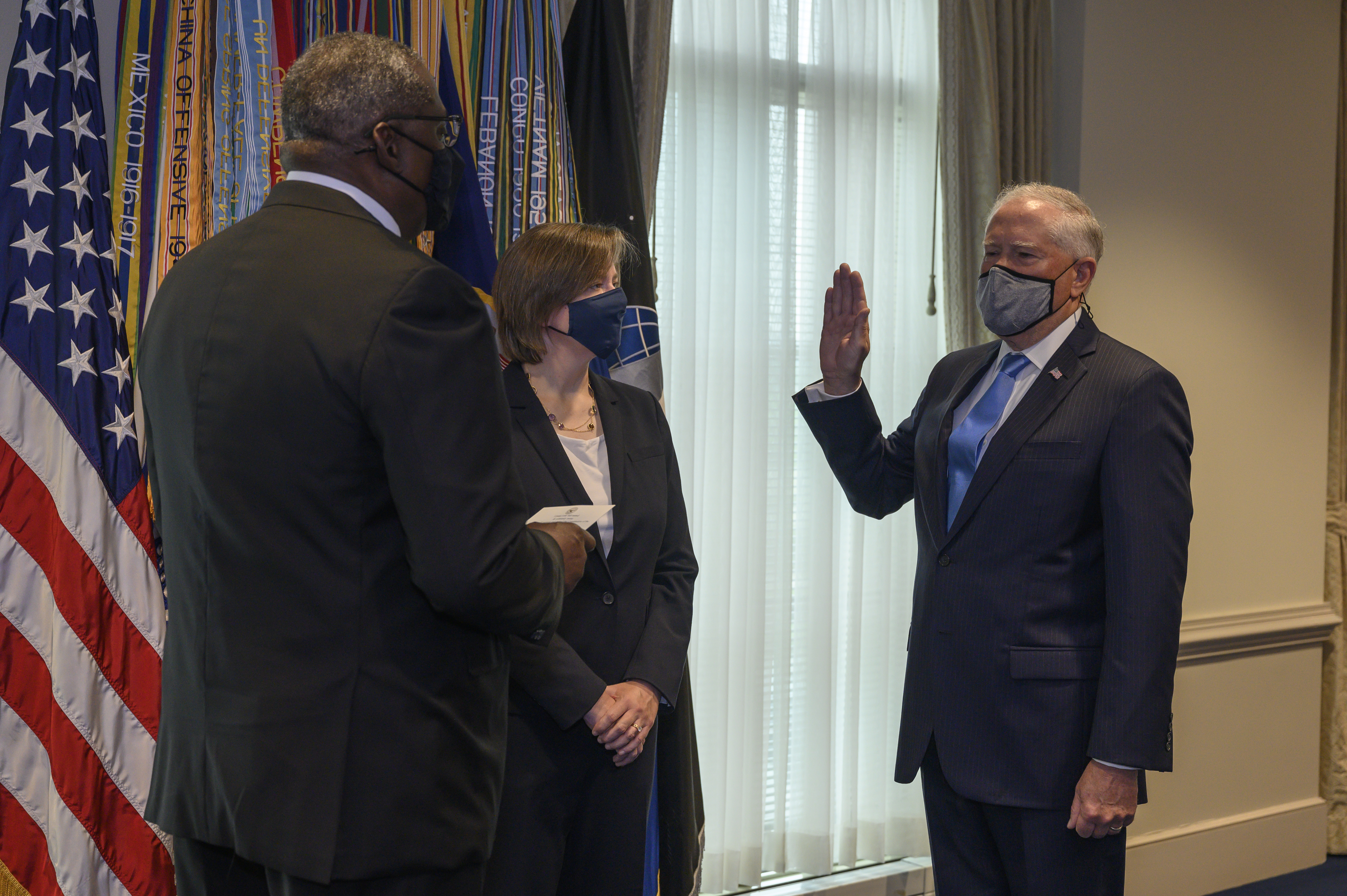
肯德爾於2021年8月4日在華盛頓特區五角大樓由國防部長勞埃德·奧斯汀宣誓就任第26任空軍部長。

2021年4月27日，喬·拜登總統宣布肯德爾被提名為第26任空軍部長。2021年8月4日在國防部長劳埃德·奥斯汀的主持下宣誓就職。

## 外部連結
- C-SPAN內的頁面（英文）